# Anua pelor
Anua pelor är en fjärilsart som beskrevs av Paul Mabille 1881. Anua pelor ingår i släktet Anua och familjen nattflyn. Inga underarter finns listade i Catalogue of Life.